# 保姆夜瘋狂
《保姆夜瘋狂》（英語：Adventures in Babysitting）是迪士尼於2016年上映的一部電視電影，是迪士尼頻道第一百部原創電影，劇情描述二位攝影實習生蘿拉與珍妮因一次意外而拿錯手機，蘿拉接到原本是珍妮的保姆生意，結果蘿拉看管的小孩特雷溜進城裡買演唱會黃牛門票，蘿拉逼不得已向珍妮求助，因此在城市裡展開大冒險。

## 工作人員
由約翰·舒茲導演，索菲亞·卡森（Sofia Carson）飾蘿拉，莎賓娜·卡本特（Sabrina Carpenter）飾珍妮帕克，本片翻拍自1987年同名電影《蹺家的一夜》。
當年的舊版電影是由迪士尼旗下正金石影業所發行，迪士尼於2016年翻拍電影，角色、劇情都有一些改變，不過有保留原作精髓。首播在美國吸引了5243萬觀眾。